# Липян (Тетовско)
Липян (на македонска литературна норма: Липјан) е бивше село в община Бървеница, Северна Македония.

## География
Липян е било разположено в областта Долни Полог, на десния бряг на Вардар, югозападно от Стримница и северно от Долно Челопек. В 1896 година Гьорче Петров погрешно записва, че селото се е намирало между Челопек и Лешница. Селото е в землището на Челопек.

## История
Селото се споменава в османски документи от 1467/1468 година като село с 12 домакинства под управлението на молк – лице с военни заслуги.
В 1795 година се споменава във вакъфнамето на Реджеп паша Тетовски, с което той вакъфира на Арабати Баба теке в Тетовско и един имот „в село Липян“.
По-късно в началото на XIX век селото е разселено. От Липян е родът Трайкоски (8 къщи) в Челопек, заселен там около 1795 година по разказ на 65-годишния Йоше Димов Кузманов, правнук на преселника Трайко. От Липян „се разбегали от змии“. Три фамилии после от Челопек се изселили в Скопие. Друг род, изселил се в Челопек от Липян заедно с Трайкоски, е Гунои (4 къщи). Стойчевци се изселват в Жилче около 1770 година по разказ на 60-годишния Станче Тодоров Антонов, прапраправнук на изселилия се Стойче. Причината за изселването била, че в Липян е „змиярник“. Стойчевци в Липян били богати на стока и имали 12 коня „под седло“. От Жилче две фамилии Стойчевци се изселват в Тетово и една в Пловдив.
В 1896 година Гьорче Петров пише в „Материали по изучаванието на Македония“:
| „ | Между Челопеки и Лѣшница имало с. Липянъ (така наречено, защото на около има много липови дървеса). Липяни, Банищани и Клевци били ужасни прѣдатели. Околнитѣ селяни били притѣснявали тѣхъ. Турцитѣ били дошли вече въ Битоля отъ една страна, въ Косово отъ друга. Слушало се било, че турцитѣ били справедливи хора. За да отмъстѭтъ на събратията си околни селяни за притѣсненията имъ и послѣ да блаженствуватъ при тѣхъ, Липяни Клевци се съгласили да повикатъ турцитѣ отъ Битоля, склонили Кара-Мустава паша, Битолски турски паша, да доде въ Тетовско, повели турцитѣ прѣзъ Кичевско и Порѣче и прѣку сниженото мѣсто, дѣто се съединяватъ Добра-вода със Суха-гора надъ с. Куново, явили се надъ Гостиваръ при с. Пожарани. Тъкмо тогава въ манастиря „Св. Димитри“ на мѣстото на сегашния Гостиваръ имало гости. Тѣ, като видѣли турцитѣ надъ селото, извикали: „турци“! „турци“. Отъ тогава останѫло названието Турчани на селото, дѣто за първъ пѫть се появили турцитѣ въ Тетовско. По-виднитѣ отъ калугеритѣ въ манастиря уплашили се и фукнѫли да бѣгатъ съ много „флорини“ („жълти пари“). Турцитѣ ги настигнѫли при сегашното село Флорино, убили ги и взели имъ флоринитѣ. Отъ това и селото, близо до което станѫло това, се нарекло Флорино. Слѣдъ врѣме Липянъ и Клево били съвсѣмъ запустѣли. | “ |

Липян е било православно село и в него имало и църква. Местността се нарича Липяне или Липяни, което е жителското име от Липян, а в съседство има местност Църквица, където според разкази е била селската църква. Селото е запомнено от селяни в Челопек, Жилче и Фалише.